# Terra Naomi
Terra Naomi (Saratoga Springs, 23 giugno 1974) è una cantautrice, musicista e youtuber statunitense, arrivata al successo nel 2007 grazie ad Internet.

## Biografia
Terra Naomi decise di caricare suoi video su YouTube dove suonava canzoni da lei scritte, aggiungendone uno a settimana. Questa sua iniziativa coinvolse moltissimi utenti che iniziarono a seguirla in ogni sua canzone live dalla sua camera.
Tra i pezzi più celebri della cantante ci sono la ormai conosciuta Say It's Possible (primo singolo ufficiale dall'album Under the Influence, uscito per la Island Records) e Not Sorry, il secondo singolo.
Con Say It's Possible vinse nel 2006 il YouTube Video Awards sezione Best Music Video.
Nel gennaio 2007 ha firmato un contratto con la Island Records, che ha pubblicato l'album Under the Influence.
Nel 2008, non soddisfatta della promozione ottenuta e della produzione artistica di Under the Influence, sciolse il contratto con la Island.
Nel 2009 pubblicò l'EP Go Quietly che promosse in alcuni tour effettuati in diversi Paesi, tra cui Stati Uniti, India e Italia
Durante la permanenza in Italia, realizzò un video insieme alla cantautrice Elisa, in cui duettano su una cover del brano River di Joni Mitchell; il video fu pubblicato nei canali ufficiali di entrambe le artiste.
Il 21 giugno 2011 è uscito il suo nuovo album To Know I'm Ok.
Nel settembre 2015 viene pubblicato un articolo sul sito Digital Music News dal titolo How Signing A Major Record Deal Nearly Destroyed My Music Career (trad: "Come firmare un contratto discografico con una major ha quasi distrutto la mia carriera musicale"), in cui descrive la sua esperienza con l'etichetta Island Records.
Ritorna sulle scene ufficialmente nel gennaio 2018 con il singolo Machine Age. Nel marzo seguente pubblica un nuovo brano dal titolo Nothing to Hide.

## Discografia

### Album
- 2002 - Terra Naomi
- 2006 - Virtually
- 2007 - Under the Influence
- 2011 - To Know I'm Ok
- 2012 - Live & Unplugged

### Singoli
- 2007 - Say It's Possible
- 2007 - Not Sorry
- 2007 - Up Here
- 2018 - Machine Age
- 2018 - Nothing to Hide